# Igor Iwanowitsch Tkatschow
Igor Iwanowitsch Tkatschow (russisch Игорь Иванович Ткачёв; * 12. Januar 1957 in Arensburg) ist ein estnisch-russischer Astrophysiker und Hochschullehrer.

## Leben
Tkatschow studierte an der physikalischen Fakultät der Lomonossow-Universität Moskau (MGU) mit Abschluss 1980. Es folgte die Aspirantur, nach deren Abschluss er 1983 wissenschaftlicher Mitarbeiter des Moskauer Instituts für Kernforschung (IJaI) der Akademie der Wissenschaften der UdSSR (AN-SSSR, seit 1991 Russische Akademie der Wissenschaften (RAN)) wurde. 1985 verteidigte er seine Kandidat-Dissertation über Phasenübergänge in Theorien des Urknalls und des frühen Universums. 2006 wurde er nach Verteidigung seiner Dissertation über Quanten- und klassische Effekte bei der Entstehung von Teilchen im frühen Universum zum Doktor der physikalisch-mathematischen Wissenschaften promoviert. Im gleichen Jahr wurde er zum Korrespondierenden Mitglied der RAN gewählt. Seit 2012 leitet er die Abteilung für Experimentalphysik des IJaI. 2016 wurde er zum Vollmitglied der RAN gewählt.
Im Mittelpunkt der wissenschaftlichen Arbeit Tkatschows stehen die frühen Stadien  des Universums nach dem Urknall. Arbeitsschwerpunkte wurden die Konsequenzen der allgemeinen Relativitätstheorie, Kolmogorow-Turbulenzen in den Prozessen der Bose-Einstein-Kondensation und die Einstellung des thermodynamischen Gleichgewichts. Er prognostizierte und untersuchte nichtthermische Phasenübergänge. Auch sagte er exotische Teilchen in Sternengröße voraus.
Tkatschow ist am Laboratorium für Kosmologie und Elementarteilchen der Universität Nowosibirsk (NGU) beteiligt und Mitarbeiter in der theoretischen Abteilung des CERN. Neben der Forschungstätigkeit lehrt Tkatschow an der MGU und am Moskauer Institut für Physik und Technologie (MFTI). Er ist Autor bzw. Mitautor vieler wissenschaftlicher Veröffentlichungen. Sein Hirsch-Index ist 42.
Tkatschow ist Mitglied des 1.-Juli-Klubs – einer Gruppe von Akademiemitgliedern, die 2013 gegen einen Gesetzentwurf zur Reform der RAN mit Ersetzung der RAN durch eine neue Akademie der Wissenschaften protestierten. In der Folge wurde auf die Ersetzung der RAN durch eine neue Akademie verzichtet.

## Preise
- Markow-Preis des IJaI (2014)
- Friedmann-Preis der RAN (2017)[3]